# Ceronema koebeli
Ceronema koebeli är en insektsart som beskrevs av Green 1909. Ceronema koebeli ingår i släktet Ceronema och familjen skålsköldlöss. Inga underarter finns listade i Catalogue of Life.